# Hochschule Vidzeme
Die Hochschule Vidzeme (auf Lettisch: Vidzemes augstskola) ist eine staatliche Hochschule mit Sitz in der lettischen Stadt Valmiera. Die Hochschule Vidzeme ist nach der Region Vidzeme benannt.
Die Hochschule Vidzeme wurde 1996 gegründet und ist seit 2001 staatlich anerkannte Hochschule. Derzeitige Rektor der Hochschule ist Gatis Krūmiņš (Stand: 2022).

## Rektoren
- Artis Pabriks (1996–1997)
- Vija Daukšte (bis 2013)
- Gatis Krūmiņš (seit 2013)